# Frank E. Rheindt
Frank Erwin Rheindt (* 26. Januar 1977 in Heilbronn) ist ein deutscher Ornithologe. Seine Forschungsschwerpunkte sind die Evolution und Populationsgenomik von Vögeln, die Mechanismen der Artbildung und Differenzierung und die genetische Introgression.

## Leben
Rheindts Eltern Ditta und Erwin Rheindt stammen aus Siebenbürgen. Bereits als Gymnasiast entwickelte Rheindt ein reges Interesse an der Ornithologie und am Naturschutz. Er war Führer bei Vogelerkundungsexkursionen, wirkte bei Vogelkartierungen zur Ausweisung von Naturschutzgebieten mit und widmete sich der Vogelbeobachtung in Siebenbürgen und im Donaudelta. 1996 war er Austauschstudent in Pennsylvania, wo er zum ersten Mal mit der außereuropäischen Avifauna in Berührung kam. Von 1997 bis 1998 nahm er an einer sechsmonatigen Vogelerkundungstour durch Peru, Bolivien und Venezuela und als Forschungshelfer an einem britisch-peruanischen Öko-Forschungsprojekt im Amazonasbecken teil, bei dem sich sein Augenmerk zusehends auf die Ökosysteme der Tropen legte. 1998 veröffentlichte er darüber den Vogelführer A Birdwatcher’s Site Guide to Peru.
1999 hatte Rheindt seinen ersten Aufenthalt in Indonesien. Drei Monate reiste er in Java und den Kleinen Sundainseln und betrieb Feldarbeit in den letzten noch verbliebenen Primärwaldlebensräumen. Auf Wetar und Sumba lebte er mit den Häuptlingen der indigenen Bevölkerung. Nach einem Biologiestudium an der Julius-Maximilians-Universität Würzburg, seiner Promotion zum Ph.D. an der University of Melbourne im Jahr 2008 und einer Postdoktorandenphase am Louis Agassiz Museum of Comparative Zoology der Harvard University ist er seit 2012 Assistenzprofessor an der Abteilung für Biowissenschaften der National University of Singapore.
2010 legte Rheindt mit James A. Eaton eine Revision über die Bänderpitta vor, was zur Aufspaltung in die drei Arten Hydrornis guajanus, Hydrornis irena und Hydrornis schwaneri führte. 2014 gehörte er zu den Erstbeschreibern von Muscicapa sodhii, ein Taxon, das gelegentlich als Unterart des Braunschnäppers (Muscicapa dauurica) gilt. 2017 beschrieb er gemeinsam mit Richard Schodde und Leslie Christidis die Unterarten Collocalia esculenta lagonoleucos und Collocalia sumbawae sumbae der Glanzkopfsalangane. Weitere Mitwirkungen an Erstbeschreibungen im Jahr 2017 waren über Sholicola ashambuensis, über Myzomela irianawidodoae und über die Unterart des Schlangenadlers Circaetus gallicus sacerdotis von den Kleinen Sundainseln. 2019 gehörte Rheindt zum Erstbeschreiberteam des Alorhonigfressers (Myzomela prawiradilagae).
2014 gehörte Rheindt zu einem Team von Wissenschaftlern, das die Nominatform der Jerdontimalie (Chrysomma altirostre altirostre) in Myanmar nach 73 Jahren wiederentdeckte.
2015 erhoben Rheindt, Les Christidis und Niels Krabbe den Braunrücken-Olivtyrann (Elaenia brachyptera), der zuvor als Unterart des Grauwangen-Olivtyranns (Elaenia chiriquensis) galt, in den Artstatus und nannten ihn zu Ehren des 2007 verstorbenen belgischen Ornithologen Paul Coopmans Coopmans’s Eleania.
Neben seiner ornithologischen Forschung ist Rheindt Mitglied bei der International Commission on Zoological Nomenclature.
2016 veröffentlichte Rheindt in Zusammenarbeit mit James A. Eaton, Bas van Balen und Nick W. Brickle das Werk Birds of the Indonesian Archipelago: Greater Sundas and Wallacea, das zu den umfangreichsten Vogelführern über die indonesische Avifauna zählt und in dem auch zum ersten Mal unbeschriebene Arten der Region aufgeführt wurden.